# Karl Schranz
Karl Schranz est un skieur alpin autrichien des années 1960, né le 18 novembre 1938 à Sankt Anton am Arlberg  (Tyrol autrichien).
Il a été membre du Ski Club de l'Arlberg.

## Biographie

### Carrière sportive
Karl Schranz, surnommé « l'Aigle de Saint-Anton », possède l’un des plus beaux palmarès du ski alpin.
Le skieur de l’Arlberg commence sa carrière internationale en 1957 et remporte immédiatement l’Arlberg-Kandahar à Chamonix à l'âge de 18 ans. Il s’impose à nouveau en 1958 et en 1959. À l'époque, le ski mondial est dominé par la « Wunderteam » autrichienne formée notamment de Toni Sailer, Anderl Molterer, Christian Pravda, Mathias Leitner et Ernst Hinterseer, tous issus du Kitzbüheler Ski Club.
La carrière de Schranz dure près de quinze ans et est riche de :
- trois titres de champion du monde, en descente et combiné en 1962 et géant en 1970 ;
- deux Coupes du monde en 1969 et 1970. En 1969, Schranz est en tête du classement général de la première à la dernière course. Seuls Ingemar Stenmark en 1976 et Bode Miller en 2005 ont également réalisé cette performance ;
- cinq victoires au Kandahar, ainsi que huit succès en descente et un succès en slalom, et deux K de diamant (exploit unique) ;
- victoires dans toutes les grandes classiques en descente, notamment à plusieurs reprises à Kitzbühel, Wengen et Saint-Anton.

Cependant, Karl Schranz n’a jamais gagné de titre olympique. En 1968, il est disqualifié en slalom, après avoir réalisé le meilleur temps, pour avoir manqué une porte lors de la seconde manche. À l’issue d’une course rocambolesque, disputée sous un épais brouillard, Schranz avait alors déclaré avoir été gêné pendant sa course par un juge de porte, qui aurait skié devant lui, et avait obtenu du jury le droit de recourir cette seconde manche. Mais le jury réexamina sa première tentative et le déclassa pour avoir manqué deux portes avant d'avoir été gêné.
Karl Schranz arrête la compétition après son exclusion des Jeux olympiques 1972 de Sapporo pour professionnalisme par le CIO, alors dirigé par l'Américain Avery Brundage, farouche opposant au professionnalisme ainsi qu’au ski alpin et à ses principaux champions. Schranz avait auparavant gagné, à plus de 33 ans, trois descentes à Val d'Isère et Kitzbühel (à deux reprises) et était le grand favori de la descente olympique.

### Reconversion
« Karli » gère ensuite un bel hôtel sur les hauteurs de Saint-Anton, où il réside la plupart du temps avec sa famille. Il est aussi devenu l'un des conseillers techniques du président russe Vladimir Poutine, avec lequel il skie parfois sur les hauteurs de Sotchi.

## Palmarès

### Jeux olympiques d'hiver
| Épreuve / Édition    | Descente | Slalom géant | Slalom      |
| JO 1960 Squaw Valley | 7e       | 7e           | —           |
| JO 1964 Innsbruck    | 11e      | Argent       | 24e         |
| JO 1968 Grenoble     | 5e       | 6e           | Disqualifié |

### Championnats du monde
| Épreuve / Édition         | Descente | Slalom géant | Slalom      | Combiné     |
| JO 1960 Squaw Valley      | 7e       | 7e           | —           | —           |
| Mondiaux 1962 Chamonix    | Or       | Argent       | 4e          | Or          |
| JO 1964 Innsbruck         | 11e      | Argent       | 24e         | 6e          |
| Mondiaux 1966 Portillo    | 9e       | Bronze       | Abandon     | —           |
| JO 1968 Grenoble          | 5e       | 6e           | Disqualifié | Disqualifié |
| Mondiaux 1970 Val Gardena | 4e       | Or           | Disqualifié | —           |

### Coupe du monde
Karl Schranz a remporté deux fois le classement général de la Coupe du monde, en 1969 et 1970. Il a également remporté la Coupe du monde de descente ces deux mêmes années, ainsi que la Coupe du monde de slalom géant en 1969. Karl Schranz compte 22 podiums en Coupe du monde, dont onze victoires.

#### Différents classements en Coupe du monde
| Saison / Épreuve | Saison / Épreuve | Général | Général | Descente | Descente | Slalom | Slalom | Slalom géant | Slalom géant |
| ---------------- | ---------------- | ------- | ------- | -------- | -------- | ------ | ------ | ------------ | ------------ |
| Saison / Épreuve | Saison / Épreuve | Class.  | Points  | Class.   | Points   | Class. | Points | Class.       | Points       |
| 1967             | 1967             | 7e      | 62      | 13e      | 9        | 7e     | 32     | 8e           | 21           |
| 1968             | 1968             | 8e      | 69      | 3e       | 39       | 20e    | 8      | 11e          | 22           |
| 1969             | 1969             | 1er     | 182     | 1er      | 75       | 9e     | 37     | 1er          | 70           |
| 1970             | 1970             | 1er     | 148     | 1er      | 65       | 13e    | 18     | 4e           | 65           |
| 1971             | 1971             | 11e     | 57      | 8e       | 38       |        |        | 12e          | 19           |
| 1972             | 1972             | 8e      | 83      | 2e       | 83       |        |        |              |              |

#### Détail des victoires
| Épreuve / Saison | Descente                                | Slalom géant     | Total |
| ---------------- | --------------------------------------- | ---------------- | ----- |
| 1968             |                                         | Val-d'Isère      | 1     |
| 1969             | Wengen Kitzbühel Sankt Anton am Arlberg | Mont-Sainte-Anne | 4     |
| 1970             | Megève Garmisch-Partenkirchen           | Adelboden        | 3     |
| 1971             | Val-d'Isère                             |                  | 1     |
| 1972             | Kitzbühel                               |                  | 2     |
| Total            | 8                                       | 3                | 11    |

### Arlberg-Kandahar
- Deux K de diamant : 1962 et 1970
- Vainqueur du Kandahar 1957 à Chamonix, 1958 à Sankt Anton, 1959 à Garmisch, 1962 à Sestrières et 1969 à Sankt Anton
  - Vainqueur des descentes 1957 à Chamonix, 1958 à Sankt Anton, 1959 à Garmisch, 1962 à Sestrières, 1965 à Sankt Anton, 1969 à Sankt Anton, 1970 à Garmisch et 1971-72 à Kitzbühel
  - Vainqueur du slalom 1958 à Sankt Anton